# Ministeri de l'Exèrcit d'Espanya
El  Ministeri de l'Exèrcit va ser el departament ministerial encarregat de l'exèrcit de terra en Espanya durant la Dictadura franquista.
En finalitzar la Guerra Civil Espanyola va ser creat en 1939 per Llei de 8 d'agost de 1939, l'organització del qual i funcions van quedar regulades posteriorment. Va existir fins a 1977 en què es va suprimir amb el RD 1558/77, de 4 de juliol, quan el president del govern Adolfo Suárez va crear el Ministeri de Defensa que va integrar als ministeris de l'Aire, Exèrcit i Marina.

## Història
Els seus orígens cal buscar-los en el Ministeri de la Guerra, organisme que havia existit des del segle xix fins a la Segona República Espanyola, coincidint amb l'inici de la Guerra Civil Espanyola i la reorganització de l'estructura governamental. En el Primer govern franquista (1938) va ser constituït un Ministeri de Defensa Nacional a les ordres del llavors comandant de l'Exèrcit del Nord, Fidel Dávila Arrondo Quedaven agrupats sota el seu control les tres branques de les Forces Armades: Exèrcit, Armada i Aviació. Finalment desapareixeria quan el 8 d'agost de 1939, després del final de la Guerra civil, es van crear els Ministeris d'Aire, Exèrcit i Marina. El 22 de setembre es va organitzar l'estructura orgànica del nou departament ministerial.
Amb el pas de temps aquest Ministeri esdevingué un gegant burocràtic, pràcticament tancat a la societat i el país que anaven evolucionant progressivament. Cada any que transcorria es va convertir en un organisme lent, sense si més no un criteri administratiu normalitzat i unificat a causa de les contradiccions internes dels seus diferents departaments i les múltiples competències que cadascun d'ells tenien. La ineficàcia administrativa va arribar al punt que a vegades els departaments del Ministeri trobaven problemes per coordinar unes Regions Militars amb les altres. Es convertia així en l'exponent d'una oficina burocràtica on era possible obtenir algun lloc o càrrecs administratius en funció dels serveis prestats al règim, o al nepotisme rampant que imperava en el si de l'Exèrcit.
Va persistir fins a 1977 en què es va suprimir amb el Reial decret 1558/77 de 4 de juliol, quan el president del govern Adolfo Suárez va crear el Ministeri de Defensa que va integrar als ministeris de l'Exèrcit, Aire i Marina durant la Transició política.

## Estructura orgànica
El 22 de setembre de 1939 es va organitzar l'estructura del Ministeri, quedant compost dels següents departaments:
- Estat Major de l'Exèrcit.
- Secretaria general.
- Direccions generals: Ensenyament militar, Reclutament i personal, Indústria i material, Transports, Serveis i Mutilats de Guerra.
- Inspecció general de Fortificacions.
- Inspecció general de la Guàrdia Civil i Carabiners.
- Consell Superior de l'Exèrcit.
- Consell Suprem de Justícia Militar.

El nou Consell Suprem de Justícia Militar va recuperar funcions i facultats de l'antic Consell Suprem de Guerra i Marina, desaparegut durant la Segona República arran de l'anomenada Llei Azaña. Les competències d'aquest tribunal no es limitaven solament a l'exèrcit de terra, sinó també sobre l'Armada i l'Exèrcit de l'aire. A més, va implicar el restabliment ple del Codi de Justícia Militar de 1890.
En el cas de la Guàrdia Civil, aquesta va quedar subjecta al Ministeri de l'Exèrcit en tot el referit a la seva organització, disciplina, armament i personal, però també depenia en altres àmbits del Ministeri de la governació i del Ministeri d'Hisenda. Els Carabiners van quedar integrats en la Guàrdia Civil el 1940 i van desaparèixer, mentre que en 1941 la nova Policia Armada també va quedar subjecta a l'Exèrcit en alguns àmbits.

## Llista de Ministres
| #  | Govern                     | Govern | Govern | Nom                              | Nom                          | Inici mandat           | Fi mandat             |
| -- | -------------------------- | ------ | ------ | -------------------------------- | ---------------------------- | ---------------------- | --------------------- |
| 1  | Francisco Franco Bahamonde |        | II     |                                  | José Enrique Varela Iglesias | 9 d'agost de 1939      | 3 de setembre de 1942 |
| 1  | Francisco Franco Bahamonde | III    |        |                                  | José Enrique Varela Iglesias | 9 d'agost de 1939      | 3 de setembre de 1942 |
| 2  | Francisco Franco Bahamonde | IV     |        | Carlos Asensio Cabanillas        | 3 de setembre de 1942        | 18 de juliol de 1945   |                       |
| 3  | Francisco Franco Bahamonde | V      |        | Fidel Dávila Arrondo             | 18 de juliol de 1945         | 19 de juliol de 1951   |                       |
| 4  | Francisco Franco Bahamonde | VI     |        | Agustín Muñoz Grandes            | 19 de juliol de 1951         | 25 de febrer de 1957   |                       |
| 4  | Francisco Franco Bahamonde | VII    |        | Agustín Muñoz Grandes            | 19 de juliol de 1951         | 25 de febrer de 1957   |                       |
| 5  | Francisco Franco Bahamonde | VIII   |        | Antonio Barroso y Sánchez Guerra | 25 de febrer de 1957         | 10 de juliol de 1962   |                       |
| 6  | Francisco Franco Bahamonde | IX     |        | Pablo Martín Alonso              | 10 de juliol de 1962         | 11 de febrer de 1964   |                       |
| 7  | Francisco Franco Bahamonde | IX     |        | Camilo Menéndez Tolosa           | 20 de febrer de 1964         | 29 d'octubre de 1969   |                       |
| 7  | Francisco Franco Bahamonde | X      |        | Camilo Menéndez Tolosa           | 20 de febrer de 1964         | 29 d'octubre de 1969   |                       |
| 7  | Francisco Franco Bahamonde | XI     |        | Camilo Menéndez Tolosa           | 20 de febrer de 1964         | 29 d'octubre de 1969   |                       |
| 8  | Francisco Franco Bahamonde | XII    |        | Juan Castañón de Mena            | 20 d'octubre de 1969         | 11 de juny de 1973     |                       |
| 9  | Francisco Franco Bahamonde | XIII   |        | Francisco Coloma Gallegos        | 11 de juny de 1973           | 12 de desembre de 1975 |                       |
| 9  | Francisco Franco Bahamonde | XIV    |        | Francisco Coloma Gallegos        | 11 de juny de 1973           | 12 de desembre de 1975 |                       |
| 9  | Francisco Franco Bahamonde | XV     |        | Francisco Coloma Gallegos        | 11 de juny de 1973           | 12 de desembre de 1975 |                       |
| 10 | Joan Carles I d'Espanya    | I      |        | Félix Álvarez-Arenas y Pacheco   | 12 de desembre de 1975       | 4 de juliol de 1977    |                       |
| 10 | Joan Carles I d'Espanya    | II     |        | Félix Álvarez-Arenas y Pacheco   | 12 de desembre de 1975       | 4 de juliol de 1977    |                       |